# Hucho taimen
Il taimen (Hucho taimen (Pallas, 1773)), noto anche come taimen siberiano o salmone siberiano, è un pesce salmoniforme della famiglia dei Salmonidi.

## Distribuzione
L'areale del taimen si estende verso est dai bacini del Volga e della Pečora fino al fiume Jana, a nord, e all'Amur, a sud. Su scala maggiore esso comprende parti dei bacini idrografici del Caspio e del mar Glaciale Artico e, in Mongolia e Russia, di quello del Pacifico (Amur). In Mongolia il taimen si incontra sia nei fiumi che scorrono verso il mar Glaciale Artico (Enisej, Selenga/Lena) che in quelli che fluiscono verso il Pacifico (Amur). È una creatura delle acque correnti e solo occasionalmente si incontra nei laghi, quasi sempre nei pressi della bocca di un tributario. Non è un animale anadromo, ma compie ugualmente delle migrazioni alla ricerca di zone favorevoli per deporre le uova. Alcuni autori lo ritengono una sottospecie del salmone del Danubio; il suo nome scientifico, allora, sarebbe Hucho hucho taimen.

## Descrizione
La colorazione del taimen varia molto a seconda delle zone in cui vive, (dato gli consente di mimetizzarsi nell'ambiente circostante) ma è generalmente di un verde oliva che si fa marrone rossastro man mano ci si avvicina verso la coda. Le pinne adipose, anali e caudali sono spesso di color rosso scuro. I lati del corpo sono provvisti di piccole macchie nere. Il ventre assume toni variabili dal biancastro al grigio scuro. Il taimen è il più grande salmonide del mondo. Le sue dimensioni massime non sono note con certezza, ma si ritiene che il più grande esemplare conosciuto sia un pesce catturato in Russia, nel fiume Kotuj, lungo 210 cm e del peso di 105 kg (Holcik et al. 1988). Secondo l'International Game Fish Association (IGFA) il suo peso medio è di poco inferiore ai 45 kg  Archiviato il 28 settembre 2007 in Internet Archive.. Possiede denti aguzzi sulle mascelle e sulla lingua. Può vivere fino a 55 anni.

## Alimentazione
I taimen adulti sono quasi completamente piscivori, ma talvolta catturano anche animali terrestri, come roditori e uccelli.

## Pesca e utilizzo commerciale
Il taimen sta diventando sempre più popolare nell'ambito della pesca sportiva, soprattutto tra i pescatori con la mosca. In molte aree, allo scopo di preservare la specie, il taimen viene catturato con ami privi di ardiglione e rilasciato in acqua. Varie organizzazioni, come il Taimen Conservation Fund, sono attualmente al lavoro per assicurare un futuro alle popolazioni rimaste. Sebbene le carni di taimen vengano talvolta messe in commercio (spesso illegalmente), il loro basso prezzo e la lentezza con cui questo animale raggiunge l'età riproduttiva rendono tale specie più adatta alla pesca sportiva.

## Folklore
- Una leggenda mongola narra di un taimen gigante intrappolato in un fiume ghiacciato. I pastori sono in grado di sopravvivere agli inverni tagliando pezzi della sua carne. Ogni primavera il ghiaccio si scioglie e il taimen gigante nuota via.
- Secondo il folklore cinese, nel lago Kanasi, in Cina, vivrebbe una sorta di taimen gigante. Gli abitanti dei villaggi prospicienti il lago affermano di aver visto un pesce dal peso stimato di circa 1,3 tonnellate.[3]
- Il National Geographic indica il taimen come «trota del terrore della Mongolia».[4]